# Serrano paprika
A serrano Mexikó legnépszerűbb csípős paprikája; a közönséges paprika (Capsicum annuum) egyik változata. A serrano, azaz „a hegyekből való” nevet azért kapta, mert először Közép-Mexikóban Puebla és Hidalgo államok hegyvidékén termesztették.
A legtöbb serranót Mexikó Veracruz, Sinaloa, Nayarit és Tamaulipas államaiban termesztik; évente mintegy 180 ezer tonnát takarítanak be.

## Megjelenése
A bokor ágai sűrűk; a növény alacsony, vagy egyenesen felfelé törő; ezért magassága tág határok (45–150 cm) között változó. Levelei szőrösek, 8–13 cm hosszúak, 3,5–5 cm szélesek. Virága fehér, pettyek nélkül. Paprikája lógó vagy álló, tompán hegyes; 2,5–10 cm hosszú és 1–1,5 cm széles.

## Felhasználása
A legtöbb serranót frissen fogyasztják. Leginkább a szószokhoz (salsa) használják fel, de hús-, baromfi-, hal- és tojásételeket is ízesítenek vele. Egy kevés vörös serrano szárítva kerül az üzletekbe. A termés tizedénél is kevesebbet konzerválnak.

## Változatok
Legelterjedtebb mexikói változatai:
- az Altamira,
- a Pánuco és
- a Tampiqueño.

Az Egyesült Államokban a legnépszerűbb az enyhén csípős és a legtöbb vírussal szemben rezisztens Hidalgo fajtaváltozat, amit 1985-ben nemesítettek ki a Texasi Földművelési Kísérleti Állomáson.

## Külső hivatkozások
- Paprikafajták és -változatok